# Міністерство юстиції Ізраїлю
Міністерство юстиції Ізраїлю (івр. משרד המשפטים, місрад га-мішпатім) — урядова установа держави Ізраїль, відповідальна за судову систему у державі. До сфери відповідальності Міністерства входять: відділ консультування та законодавчих ініціатив, Генеральна прокуратура, відділ цивільної юридичної допомоги, державна адвокатура, відділ Генерального Опікуна та Офіційного Ліквідатора, національний центр медіації, відділ реєстрації та регулювання нерухомості, відділ головного державного оцінювача, відомство у справах корпорацій, патентне відомство, регістр баз даних, відомство із заборони відмивання капіталу, відділ розслідування правопорушень скоєних поліцейськими, а також підрозділи, відповідальні за видачу професійних ліцензій, серед яких є рада бухгалтерів; рада оцінювачів нерухомості; реєстратор агентів з нерухомості; Департамент з видачі ліцензій приватним детективам та ліцензій на охоронну діяльність.